# Jean-Christophe Lagleize
Jean-Christophe André Robert Lagleize (Soisy-sous-Montmorency, 7 novembre 1954) è un vescovo cattolico francese, dal 13 agosto 2021 vescovo emerito di Metz.

## Biografia
Jean-Christophe Lagleize è nato il 7 novembre 1954 a Soisy-sous-Montmorency, nell'Île-de-France, primo dei tre figli di un elettricista e una casalinga. 

### Formazione e ministero sacerdotale
Dopo aver studiato contabilità e lavorato due anni come contabile in un'azienda, ha preso la decisione di entrare nel seminario maggiore di Clermont-Ferrand. Dopo il servizio militare, svolto in Germania, ha proseguito la sua formazione presso il seminario maggiore di Orléans, poi presso l'Istituto superiore di catechetica pastorale dell'Istituto cattolico di Parigi, dove ha conseguito il dottorato in teologia catechetica pastorale.
Ordinato sacerdote il 28 giugno 1981 nella cattedrale di Santo Stefano di Bourges dall'arcivescovo Charles-Marie-Paul Vignancour, ha svolto per i successivi undici anni il ministero di vicario parrocchiale e di cappellano delle scuole medie e superiori di Le Blanc nell'Indre, nonché di cappellano di diversi istituti militari. È stato poi cappellano degli istituti scolastici cattolici di Châteauroux e assistente per la pastorale presso la Direzione diocesana dell'educazione cattolica a Bourges.
Nel 1992 è divenuto direttore del servizio diocesano di catechesi, incarico ricoperto fino al 2001, poi segretario aggiunto della Commissione episcopale per la catechesi e il catecumenato e vicedirettore del Centro nazionale per l'educazione religiosa dal 1996 al 2001.

### Ministero episcopale
L'11 dicembre 2001 papa Giovanni Paolo II lo ha nominato vescovo di Valence. Ha ricevuto la consacrazione episcopale il 23 febbraio 2002, nel Parc des Expositions di Valence, dall'arcivescovo Hubert Barbier, arcivescovo metropolita di Bourges, co-consacranti il vescovo Didier-Léon Marchand, suo predecessore a Valence, e il vescovo Louis Jean Dufaux, vescovo di Grenoble. Ha preso possesso della diocesi quello stesso giorno.
Il 27 settembre 2013 è stata resa nota sul Journal officiel la sua nomina a vescovo di Metz da parte del presidente della Repubblica francese François Hollande, con l'accordo della Santa Sede. L'insediamento è avvenuto il 3 novembre nella cattedrale di Metz.
Nell'ambito della Conferenza episcopale di Francia è stato membro della Commissione per la catechesi e il catecumenato e ha presieduto il gruppo di lavoro sulle riunioni domenicali. È divenuto poi membro del Consiglio della pastorale, della gioventù e dell'infanzia.
Il 13 agosto 2021 papa Francesco ha accettato le sue dimissioni per motivi di salute, approvate il giorno prima con decreto del presidente della Repubblica Emmanuel Macron. Il 29 agosto seguente ha celebrato la messa di commiato dalla diocesi. Da vescovo emerito si è ritirato a Corrèze, in diocesi di Tulle.

## Genealogia episcopale e successione apostolica
La genealogia episcopale è:
- Cardinale Guillaume d'Estouteville, O.S.B.Clun.
- Papa Sisto IV
- Papa Giulio II
- Cardinale Raffaele Riario
- Papa Leone X
- Papa Paolo III
- Cardinale Francesco Pisani
- Cardinale Alfonso Gesualdo
- Papa Clemente VIII
- Cardinale Pietro Aldobrandini
- Cardinale Laudivio Zacchia
- Cardinale Antonio Barberini, O.F.M.Cap.
- Cardinale Nicolò Guidi di Bagno
- Arcivescovo François de Harlay de Champvallon
- Cardinale Louis-Antoine de Noailles
- Vescovo Jean-François Salgues de Valderies de Lescure
- Arcivescovo Louis-Jacques Chapt de Rastignac
- Arcivescovo Christophe de Beaumont
- Cardinale César-Guillaume de La Luzerne
- Arcivescovo Gabriel Cortois de Pressigny
- Arcivescovo Hyacinthe-Louis de Quélen
- Vescovo Louis-Charles Féron
- Vescovo Pierre-Alfred Grimardias
- Cardinale Guillaume-Marie-Romain Sourrieu
- Cardinale Léon-Adolphe Amette
- Arcivescovo Benjamin-Octave Roland-Gosselin
- Cardinale Paul-Marie-André Richaud
- Cardinale Paul Joseph Marie Gouyon
- Vescovo Charles-Auguste-Marie Paty
- Arcivescovo Hubert Barbier
- Vescovo Jean-Christophe Lagleize

La successione apostolica è:
- Vescovo Jean-Pierre Vuillemin (2019)